# Turowo Duże
Turowo Duże [tuˈrɔvɔ ˈduʐɛ] (deutsch Rakowken, 1938 bis 1945 Sernau, polnisch 1945 bis vor 2005 Rakówko) ist ein Dorf in der polnischen Woiwodschaft Ermland-Masuren und gehört zur Gmina Pisz (Stadt- und Landgemeinde Johannisburg) im Powiat Piski (Kreis Johannisburg).

## Geographische Lage
Turowo Duże liegt im östlichen Süden der Woiwodschaft Ermland-Masuren, 14 Kilometer südöstlich der Kreisstadt Pisz (deutsch Johannisburg).

## Geschichte
Im Jahre 1429 gründete der Deutsche Ritterorden das um 1476 Troffczicken, nach 1476 Turoffczicken, um 1540 Rekoffsken, nach 1540 Rekoffczicken, vor 1576 Rekowken und bis 1938 Rakowken genannte Dorf als Freigut mit zehn Hufen nach kölmischem Recht.
Zwischen 1874 und 1945 war das Dorf in den Amtsbezirk Gehsen (polnisch Jeże) eingegliedert. Er gehörte zum Kreis Johannisburg im Regierungsbezirk Gumbinnen (ab 1905: Regierungsbezirk Allenstein) in der preußischen Provinz Ostpreußen.
132 Einwohner waren im Jahre 1910 in Rakowken gemeldet, im Jahre 1933 waren es 128. Am 3. Juni (amtlich bestätigt am 16. Juli) 1938 wurde Rakowken aus politisch-ideologischen Gründen der Abwehr fremdländisch klingender Ortsnamen in „Sernau“ umbenannt. Die Zahl der Einwohner belief sich 1939 auf noch 102.
In Kriegsfolge kam 1945 das gesamte südliche Ostpreußen zu Polen. Davon war nun auch Rakowken resp. Sernau betroffen. Das Dorf erhielt die polnische Namensform „Rakówko“, die vor 2005 – wohl in Anlehnung an den Namen des Nachbarortes Turowo (deutsch Turowen, 1938 bis 1945 Turau) – in „Turowo Duże“ verändert wurde. Heute ist das Dorf Sitz eines Schulzenamtes (polnisch Sołectwo) und somit eine Ortschaft im Verbund der Stadt- und Landgemeinde Pisz (Johannisburg) im Powiat Piski (Kreis Johannisburg), bis 1998 der Woiwodschaft Suwałki, seither der Woiwodschaft Ermland-Masuren zugeordnet.

## Kirche
Bis 1945 war Rakowken resp. Sernau in die evangelische Kirche Gehsen (polnisch Jeże) in der Kirchenprovinz Ostpreußen der Kirche der Altpreußischen Union sowie in die römisch-katholische Kirche in Johannisburg im Bistum Ermland eingepfarrt.
Heute gehört Turowo Duże katholischerseits zur Pfarrei Jeże im Bistum Ełk der römisch-katholischen Kirche in Polen. Die evangelischen Einwohner orientieren sich zur Kirchengemeinde in der Kreisstadt Pisz innerhalb der Diözese Masuren der Evangelisch-Augsburgischen Kirche in Polen.

## Verkehr
Turowo Duże liegt östlich der Landesstraße 63 und ist über eine Nebenstraße zu erreichen, die nördlich von Jeże (Gehsen) in Richtung Turowo (Turowen, 1938 bis 1945 Turau) abzweigt und nach Zawady (Sawadden, 1938 bis 1945 Ottenberg) bzw. nach Kałęczyn (Kallenzinnen, 1938 bis 1945 Dreifelde) und weiter bis zur Landesstraße 63 führt.
Eine Bahnanbindung besteht heute nicht mehr. Zwischen 1908 und 1945 war Rakowken bzw. Sernau Bahnstation an der Bahnstrecke von Johannisburg nach Dlottowen/Fischborn, die zwischen 1915 und 1923 bis in das polnische Kolno verlief.